# Sun City, Arizona
Sun City är en tätort i Maricopa County i centrala Arizona med drygt 37 000 invånare (2010). Den har enligt United States Census Bureau en area på 37,8 km². 